# Bernardino Soares
Bernardino José Torrão Soares (ur. 15 września 1971 w Lizbonie) – portugalski polityk, od 1995 poseł do Zgromadzenia Republiki, przewodniczący Klubu Poselskiego Portugalskiej Partii Komunistycznej.

## Życiorys
Ukończył studia prawnicze. W latach 1993–1997 zasiadał w radzie gromadzkiej Camarate. W wyborach w 1995 po raz pierwszy uzyskał mandat poselski z listy Portugalskiej Partii Komunistycznej (PCP) – był wybierany ponownie w latach 1999, 2002, 2005, 2009 i 2011 (z tego samego okręgu – lizbońskiego). W 1999 został członkiem Dyrekcji Krajowej Portugalskiej Młodzieży Komunistycznej (Juventude Comunista Portuguesa, JCP).
Zasiada w Komisji Politycznej (Biurze Politycznym) Komitetu Centralnego PCP. Od 2005 pełni funkcję przewodniczącego Klubu Poselskiego PCP.